# Spåtistlar
Spåtistlar (Carlina) är ett släkte av korgblommiga växter. Spåtistlar ingår i familjen korgblommiga växter.
Arterna förekommer från Europa till Centralasien. De påminner i sitt utseende om tistlar från släktet Cirsium. Bladen har tandliknande och taggiga utskott.

## Bildgalleri

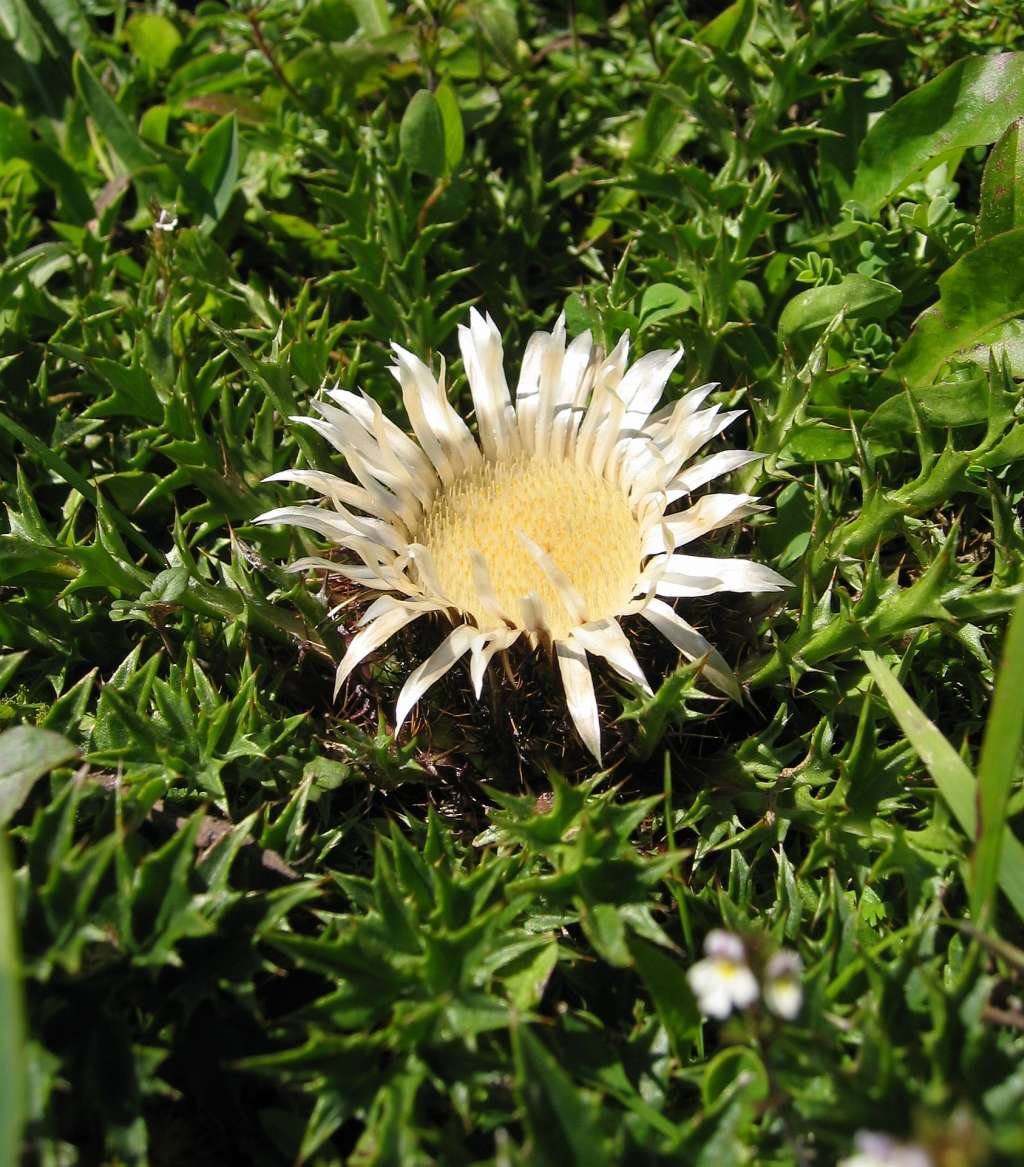
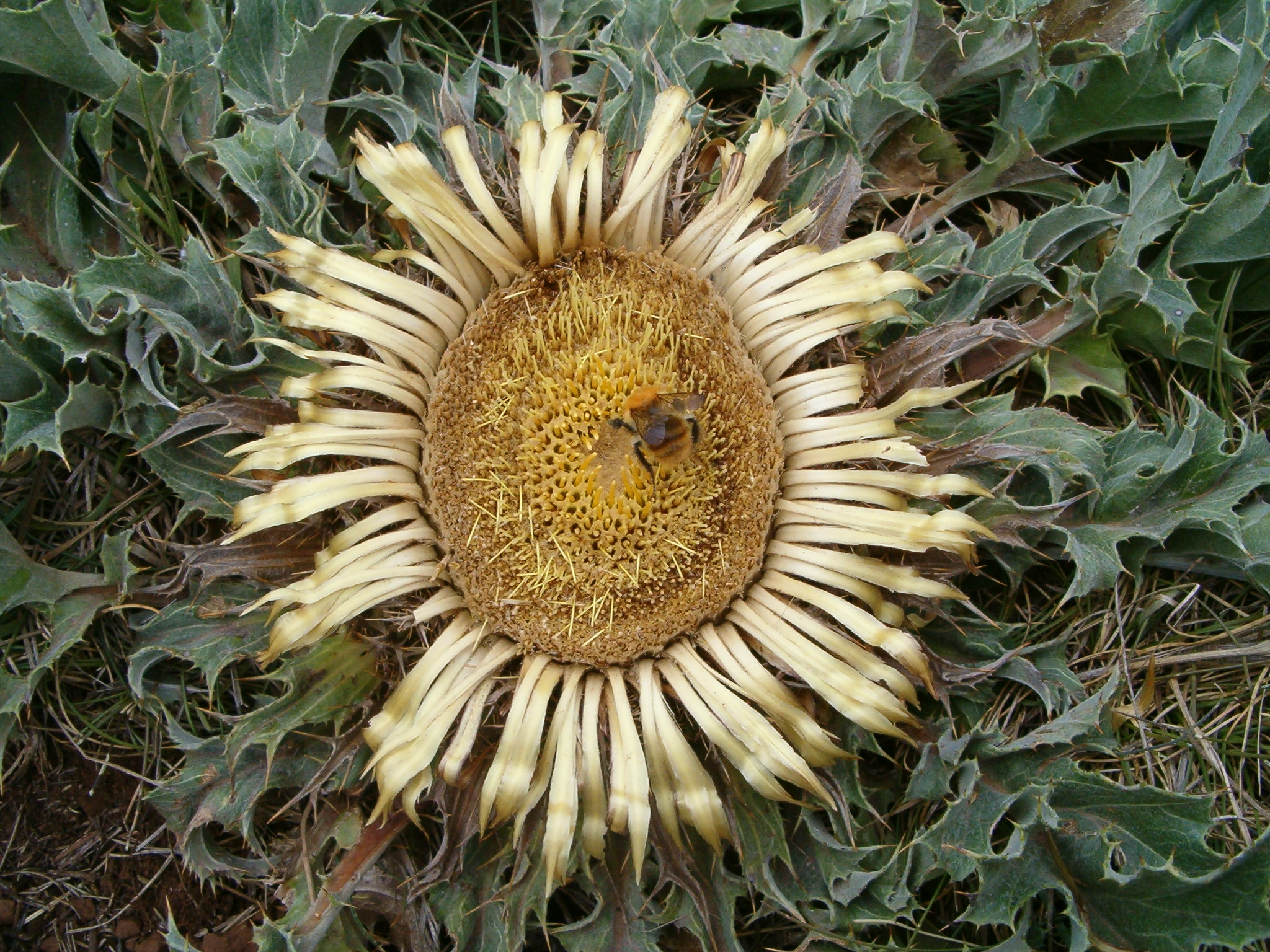
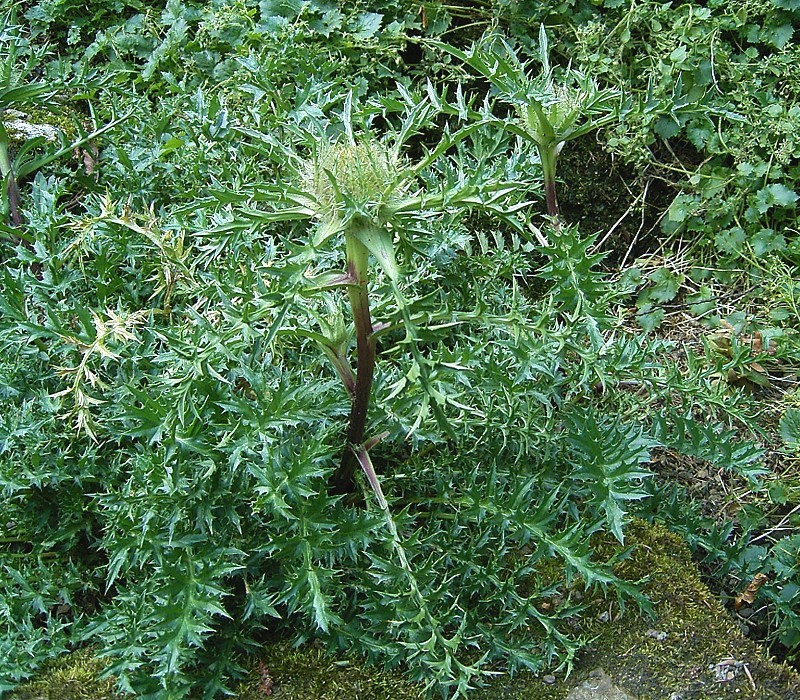
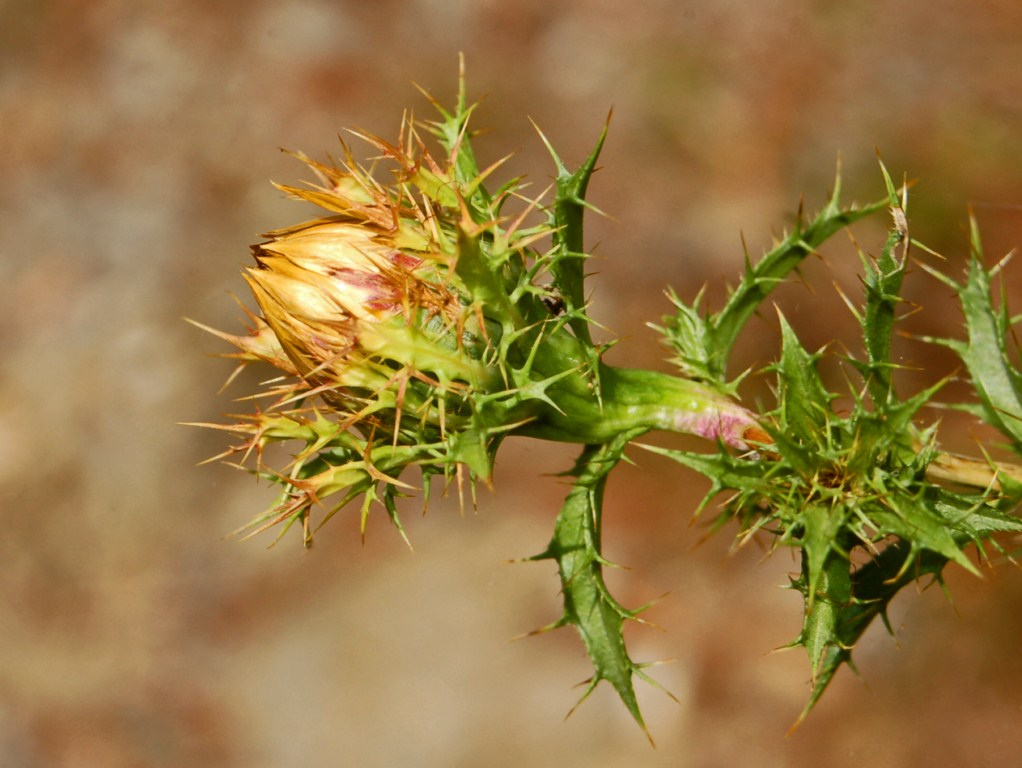
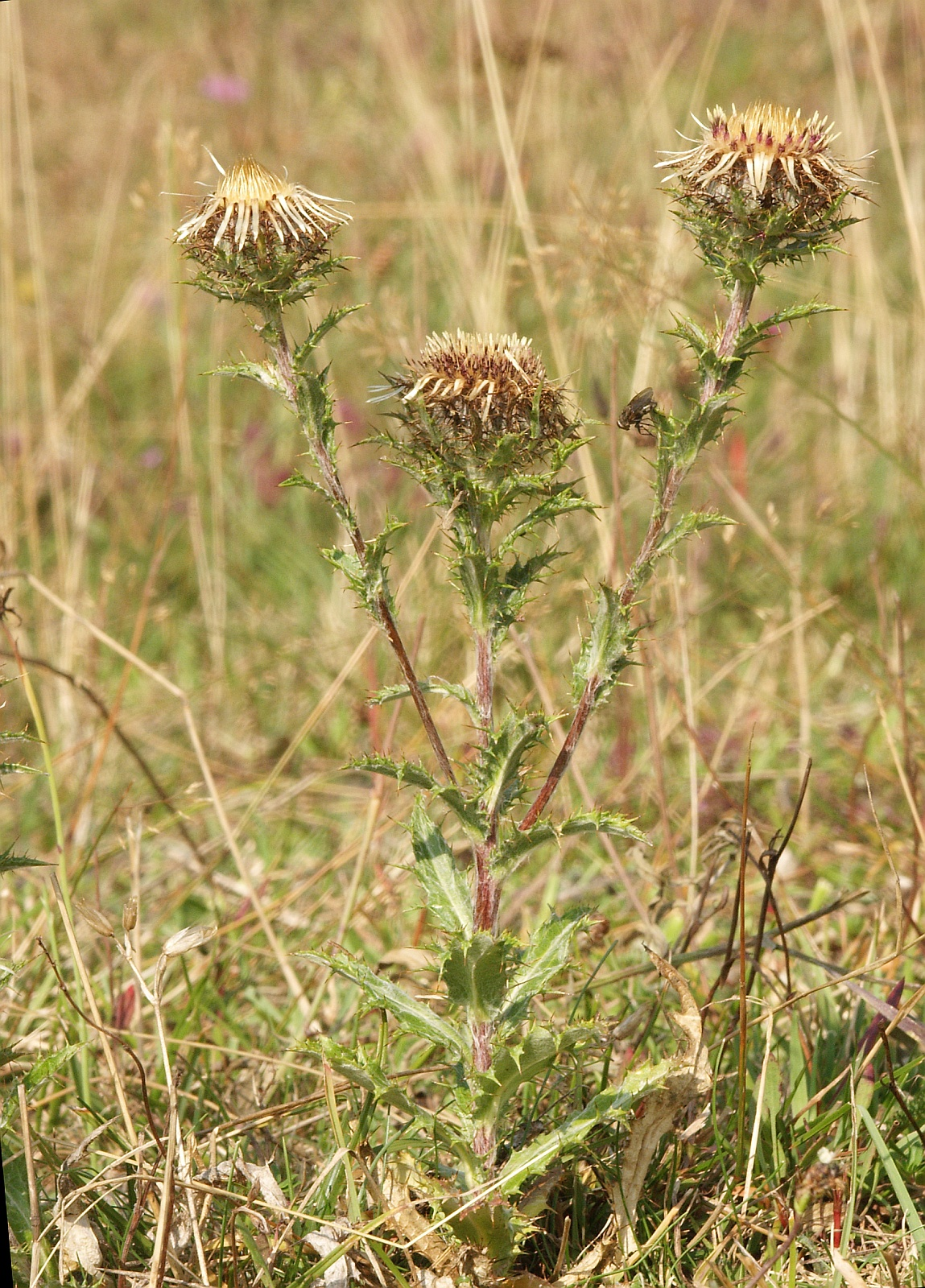
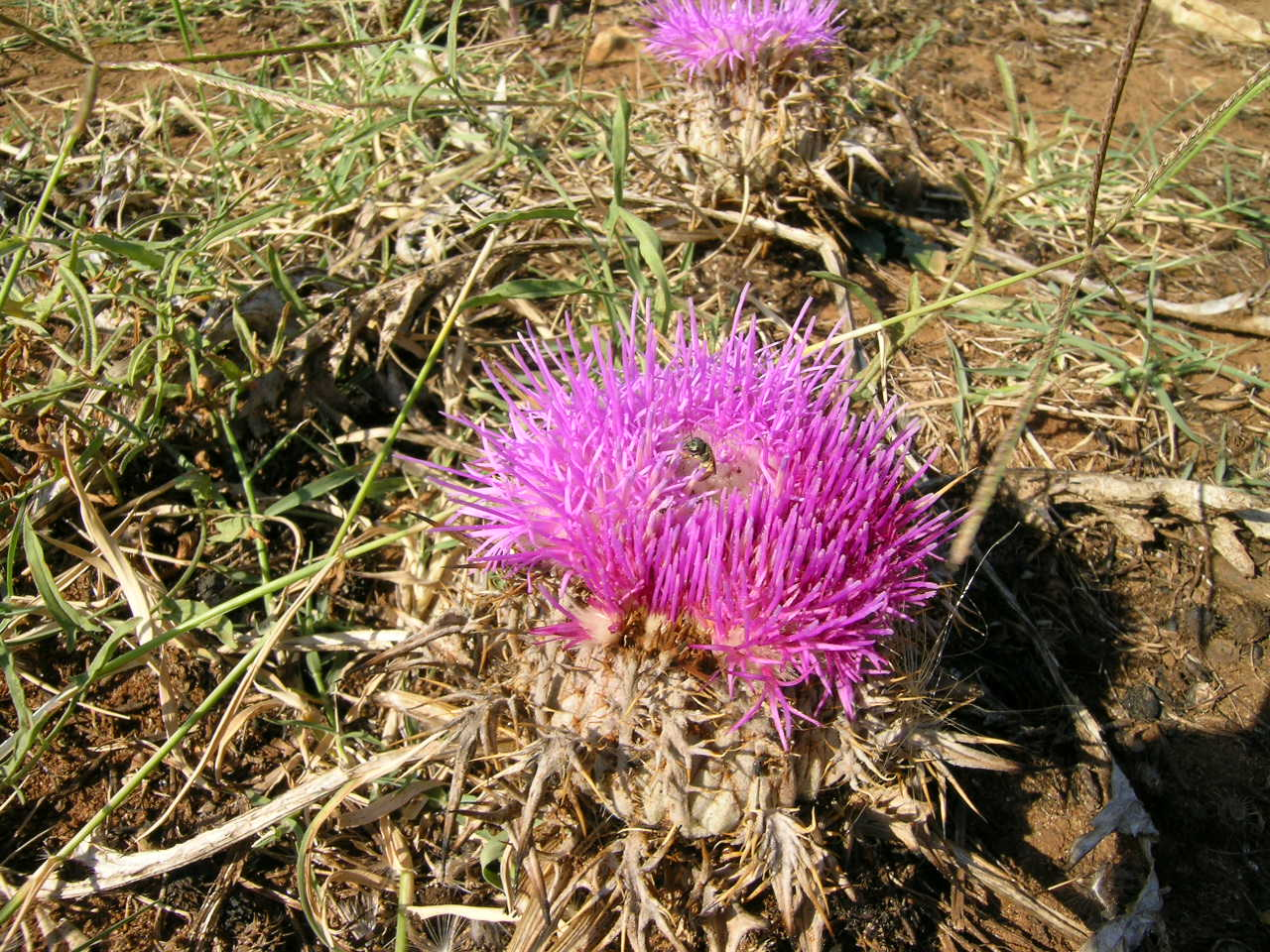

## Dottertaxa till Spåtistlar, i alfabetisk ordning[1]
- Carlina acanthifolia
- Carlina acaulis
- Carlina atlantica
- Carlina balfouris
- Carlina barnebiana
- Carlina biebersteinii
- Carlina brachylepis
- Carlina canariensis
- Carlina comosa
- Carlina corymbosa
- Carlina curetum
- Carlina diae
- Carlina frigida
- Carlina graeca
- Carlina guittonneaui
- Carlina gummifera
- Carlina hispanica
- Carlina involucrata
- Carlina kurdica
- Carlina lanata
- Carlina libanotica
- Carlina macrocephala
- Carlina macrophylla
- Carlina nebrodensis
- Carlina oligocephala
- Carlina pygmaea
- Carlina racemosa
- Carlina salicifolia
- Carlina sicula
- Carlina sitiensis
- Carlina tragacanthifolia
- Carlina vayredrae
- Carlina vulgaris
- Carlina xeranthemoides